# Mizil
Mizil (pronunciació en romanès: [miˈzil]) és una ciutat del comtat de Prahova, Muntènia (Romania). Situat al sud-est del comtat, es troba al llarg de la carretera entre les ciutats de Ploiești i Buzău, i al nord-est de la capital nacional, Bucarest.
La seva posició el va portar a convertir-se en una pròspera ciutat de mercat a partir del segle xviii, abans que comencés un llarg període de declivi econòmic a principis del segle xx. L'agricultura va donar pas a la indústria com a ocupació principal sota el règim comunista, però la ciutat ha continuat patint certes dificultats arran d'una desindustrialització de finals dels anys noranta.

## Geografia
La ciutat està situada al sud-est del comtat de Prahova, a la frontera amb el comtat de Buzău; les quatre localitats rurals que l'envolten són Gura Vadului (nord), Baba Ana (sud), Săhăteni (est) i Fântânele (oest). Les vinyes Tohani, Pietroasa i Istrița són a prop. Són a 35 km de distància tant de Ploiești com de Buzău, amb Bucarest 92 km al sud-oest. Mizil és l'única ciutat de Romania que es troba al 45è paral·lel nord. Situat en una sèrie de camps amb altituds de 80 a 95 m, es troba a la plana de Mizil, una subdivisió de la plana de Bucureștilor, que al seu torn forma part de la plana de Valàquia, i ha estat anomenada la "porta del Bărăgan "., una referència a la plana que s'estén cap al seu est. També es troba a la vora de la regió plana i els trams meridionals dels contraforts que condueixen als Carpats meridionals, limitant-se per la plana de Sărata al sud i pel turó Istrița al nord-est. Roques de la zona són Neogen melassa; també hi ha grava i sorra. Prop de la superfície, hi ha capes de loess de diferent gruix.
Mizil cobreix 1931 hectàrees, de les quals el 77,7% són terres agrícoles, aigua, boscos i espais verds, i el 22,3% són urbanitzades. La riera Istău la travessa. La ciutat administra un poble, Fefelei, encara que actualment és essencialment un barri.

## Clima
Mizil té un clima subtropical humit (Cfa a la classificació climàtica de Köppen).

## Demografia
Dels 14.312 residents de Mizil al cens del 2011, el 83,7% eren romanesos d'ètnia i el 16,3% eren gitanos. Una estimació del 2008 xifrava el nombre de gitanos en el 5.000 o el 30,5% de la població estimada en aquell moment. Al mateix cens, segons la religió, el 93,9% eren ortodoxos romanesos, el 5,4% pentecostal, el 0,7% d'altres o cap. (Les xifres del cens fan referència a habitants dels quals es disposava de dades; no hi havia estadístiques ètniques ni religioses sobre el 6,9% dels residents.)
Entre 1992 i 2011, la població de Mizil va caure de 17.090 a 14.312, una caiguda del 16,3%. Els motius d'aquesta tendència són la natalitat, l'emigració i les males condicions econòmiques.
Mizil va ser esmentat el 1529, en un document oficial de Brașov. Es va esmentar per primera vegada com Eșteu el 1585 i com Istau el 1591, després del seu corrent. Cap al tombant del segle xviii, el príncep Constantin Brâncoveanu era propietari del poble, construint cases a la propera vinya Corbeanca Dealul Dumbăvii i establint una fira anual a Mizil que esdevindria famosa. Va ser durant el segle xviii que es va obrir al poble una estació d'autocars per correu per canviar de cavall. Els comerciants van començar a instal·lar-se, el seu negoci va augmentar per la ubicació entre dues ciutats més grans; els cotxers, els ferrers, els llenyataires i els vigilants també van trobar feina. En la llengua turca otomana dels governants de Valàquia, l'estació era coneguda com a menzil. El n va abandonar mitjançant síncope i el i es va convertir en un e ; atès que l'activitat i les transaccions que es van produir al seu voltant, el nom resultant va passar a utilitzar-se per al conjunt del poble i a substituir el seu nom antic. La primera església es va construir el 1790 i Mizil va ser declarada ciutat el 1830.
Mizil va assolir el seu punt màxim d'activitat durant el segle xix, superant ràpidament Urlați, que tenia l'avantatge de tenir el mercat més proper a la majoria de les ciutats d'aquesta part de Valàquia. A més, el 1847 es va començar a construir la carretera Ploiești-Buzău al llarg dels contraforts, escurçant i modernitzant l'enllaç entre les capitals dels principats danubians, Bucarest i Iași. Va ser des d'aquesta última ciutat fins a l'antiga ciutat que Alexandru Ioan Cuza va passar per Mizil el 1859, en el seu camí per convertir-se en cap dels principats units. En aquest període, els habitants treballaven en l'agricultura, la vinicultura, la ramaderia i diversos oficis. La primera escola va ser construïda en 1857, pel boiar Ion Căciunescu, encara que l'ensenyament havia començat al voltant de 1838. Després dels esforços de l'alcaldessa Leonida Condeescu, es va establir una escola de comerç elemental cap al 1902, amb l'obertura d'un institut secundari més tard.
El ràpid creixement de la ciutat es va alentir a la primera meitat del segle xx, acabant per estancar-se. Als anys cinquanta i seixanta, sota el règim comunista, va ser el centre de Mizil raion a la Regiunea Ploiești. Durant aquest temps, la indústria — tèxtil, fusta i mecànica — va esdevenir la principal font d'ocupació dels habitants.

## Govern, economia i infraestructures

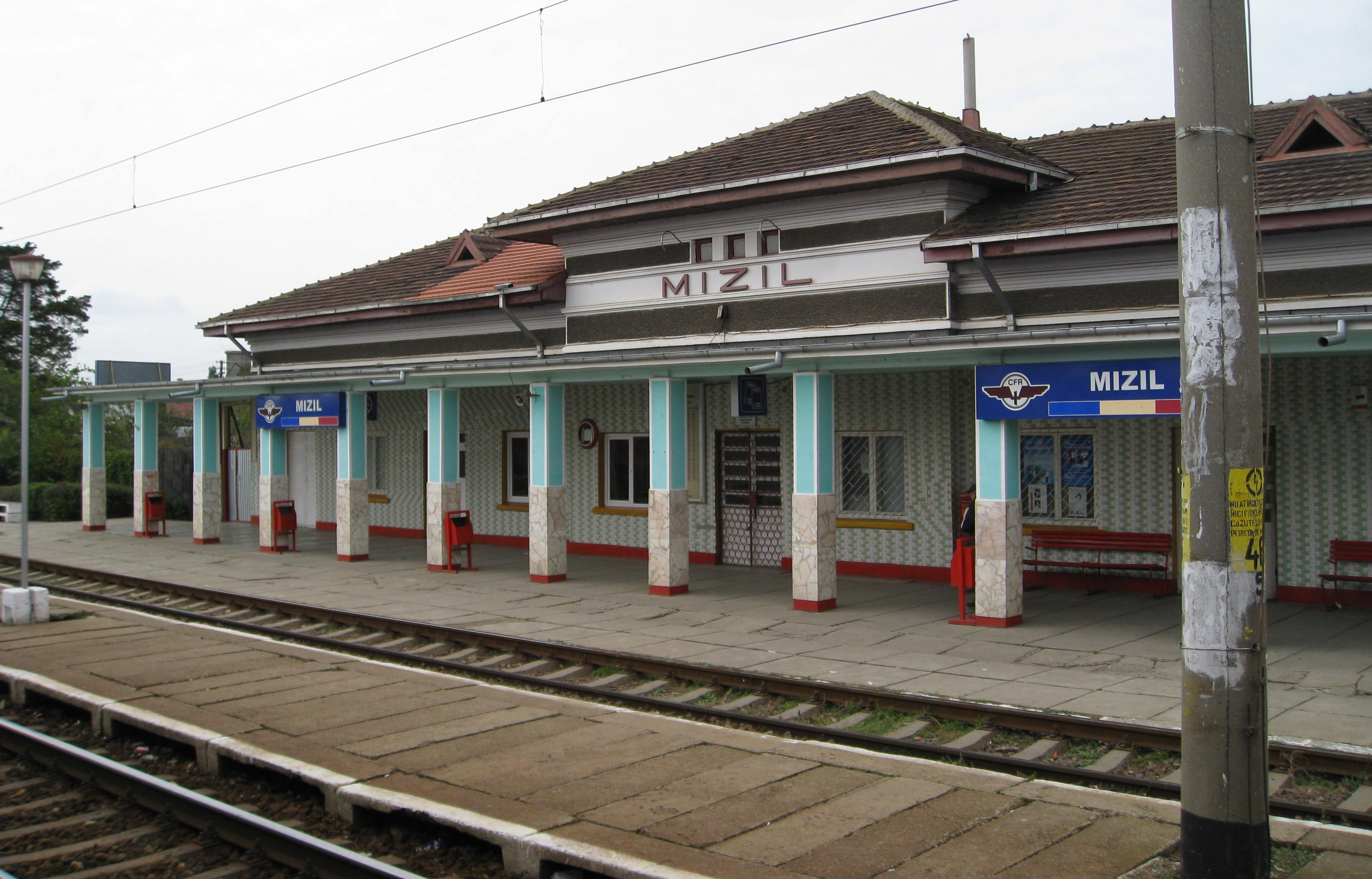
Estació de tren de Mizil

Mizil està governat per un alcalde i un consell local de 17 membres. Des de les eleccions locals de 2016, sis consellers pertanyen al Partit Socialdemòcrata, cinc cadascun al Partit Nacional Liberal i a l'Aliança de Liberals i Demòcrates i un al Partit Camperol Nacional Demòcrata Cristià.
L'aigua corrent prové de Bălțești i la subministra una empresa privada en una xarxa construïda el 1968. Des del 2005, la recollida d'escombraries la fa una empresa privada contractada per l'ajuntament. El 2002, la ciutat va passar del gasoil a gas natural, subministrat per una empresa pública. També hi ha una xarxa elèctrica i els fanals es van modernitzar el 2006. Mizil en té 35 km de carreteres, un 36% de les quals asfaltades. La més significativa és la ruta europea E577 Ploiești-Buzău que uneix Bucarest amb Moldàvia. No hi ha transport públic, però hi ha autobusos privats que van cap a Ploiești, Buzău i les comunes dels voltants, així com taxis. També hi ha una estació de tren Căile Ferate Române, situada entre Ploiești i Buzău. Les empreses actives a Mizil ofereixen serveis de telefonia fixa i mòbil, televisió per cable, Internet, serveis postals, banca i gasolina.
A partir de 2002, Mizil tenia 8 hectàrees d'espai verd, inclosos els marges de la carretera i els parcs. L'agricultura va ser l'ocupació principal dels habitants de la ciutat al segle xix i principis del XX, però té una importància molt reduïda a principis del segle XXI. Tot i això, a partir de 2005, 1448 de les 1931 ha eren terres agrícoles, de les quals el 89% són terres de conreu, un 7% de pastures i un 6% de vinyes. Des del 1990, les petites extensions de terreny utilitzades per a la producció de fenc i el cultiu d'arbres fruiters s'han convertit en altres usos.
Durant l'era comunista, Mizil depenia de tres grans fàbriques que ocupaven gairebé tota la força de treball. El més gran, establert el 1951, produïa armament; el següent va resultar de teixits filats i el més petit va fabricar matalassos. La ciutat va assolir el seu nivell econòmic el 1998-1999, quan van acomiadar milers de treballadors. Una fàbrica, que anteriorment donava feina a 8.500, va acomiadar gairebé aproximadament 400, mentre que una altra va acomiadar gairebé tots els seus 2.000 empleats. L'atur va augmentar fins al 17,5% (enfront d'una mitjana nacional del 8,7%); inclosos els que havien deixat de buscar feina, l'atur va arribar al 80% de la població en edat de treballar (de 18 a 62 anys). La pobresa havia assolit nivells alarmants, augmentant la tensió i la criminalitat, sobretot entre els gitanos generalment desocupats i poc educats. Des del 2005, el 39% de les empreses Mizil participaven en el comerç, el 15% en serveis, el 12% en la indústria, l'11% en la construcció, el 5% en l'agricultura, el 3% en el transport i el 15% en altres dominis. Aquell any, la població en edat laboral era del 65% del total, dels quals el 30% tenia feina. Els gitanos representaven una part important del 70% que no. A causa del tancament de fàbriques, es va produir una caiguda espectacular de l'ocupació entre 1994 i 2001; fins i tot amb un lleuger augment en els anys posteriors, la plantilla només va assolir la meitat del nivell de 1994.
Hi ha un hospital a Mizil que dona servei a la ciutat i les comunes dels voltants.

## Cultura

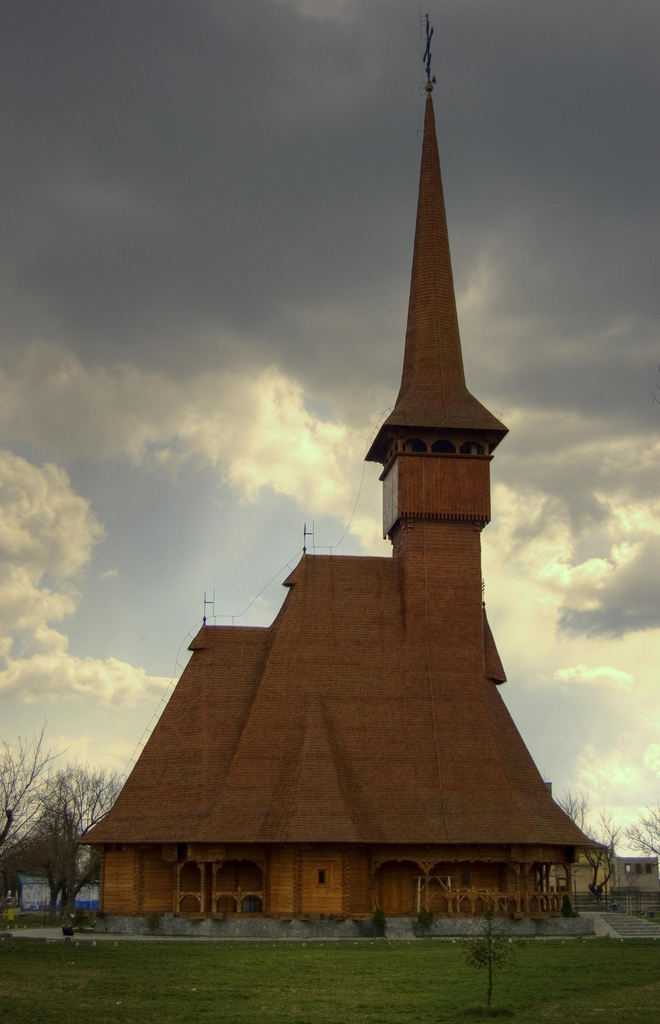
Església ortodoxa de Sants Joaquim i Anna, a l'estil maramureș (finalitzada el 2007)

La ciutat alberga dos instituts, tres escoles primàries i cinc llars d'infants. Un institut se centra en física, química, biologia i informàtica, mentre que l'altre prepara els estudiants per convertir-se en tècnics.
Mizil té tres esglésies ortodoxes històriques. La més antiga, dedicada a la Santíssima Trinitat, data de finals del segle xviii i es troba a Fefelei. Un altre, dedicat a Joan Baptista, es troba al centre de la ciutat i es va construir el 1857. L'edifici és de forma creuada i d'estil romà d'Orient i gòtic, amb tocs renaixentistes. La seva pintura original es va perdre; es va fer una restauració el 1916. La iconostasi està esculpida amb fusta de til·ler i coberta amb fulles d'or a la moda de l'art popular. Una tercera església, consagrada a la Dormició dels Theotokos i situada a la plaça del poble, és del 1865. Entre els seus objectes sagrats hi ha una creu de benedicció de fusta amb filigranes de plata i vint-i-quatre gemmes vermelles; es tracta de finals del segle xix i sembla que és obra d'un artista anònim de l'escola russa. A més, hi ha quatre creus a la carretera del segle xix, dues de les quals són considerades monuments històrics pel Ministeri de Cultura de Romania.
A la ciutat s'aixeca un monument dedicat a les tropes del 72è Regiment d'Infanteria Mizil, que van lluitar durant la Campanya Romanesa de la Primera Guerra Mundial (1916-1917). Construït el 1921, el pedestal fa 1,8 m d'alçada i les escultures arriben als 2,7 m. Representen una dona amb vestit popular que encarna la Pàtria, amb la mà dreta alçada en salutació i l'esquerra amb l'estendard; un soldat i una dona asseguts davant seu, aquesta última amb un llibre obert als genolls i que representa la Història. Hi ha una placa de bronze que mostra una escena de batalla, una altra amb una inscripció i altres que nomenen els 1190 oficials i soldats que van morir en la batalla.
Hi ha una biblioteca pública. També hi ha una casa cultural, construïda entre 1965-1966. Aquest té 384 seients i un escenari d'uns 50m ² ; l'edifici es va modernitzar a mitjan anys 2000. Allà s'hi fan activitats socials i culturals, on de tant en tant actuen conegudes comparses teatrals. A la casa hi ha un club d'escacs infantil i també es pot jugar als escacs al parc de la ciutat. Els dies de festa major de la ciutat tenen lloc durant l'octubre.
El dramaturg Ion Luca Caragiale era amic de l'alcalde Condeescu, a qui parodiava en la seva obra; les converses d'aquest darrer amb Caragiale i amb el germà de Mihai Eminescu Matei, un soldat destinat a Mizil i convertit en cunyat de l'alcalde, el van convèncer de construir un teatre. Tenia 200 seients i es va obrir el 1895; entre les obres teatrals muntades hi havia la de Caragiale. Després de caure en un estat de degradació, va ser enderrocat el 1968. Un cinema funcionava a Mizil; això es va vendre a una empresa que va prometre continuar projectant pel·lícules, però no ho va fer.
A banda de Caragiale, el periodista Geo Bogza, que escrivia després de començar el declivi econòmic de la ciutat, va ajudar a impressionar al públic la imatge de Mizil com un lloc on mai no passa res d'important, en un reportatge del 1938 titulat 175 de minute la Mizil ("175 minuts a Mizil ") i resumit com" l'aventura del banal ". Altres representacions literàries han estat realitzades per escriptors locals, inclosos els poetes Mihai Negulescu i Petre Strihan; el periodista i poeta George Ranetti (Romeu și Julieta la Mizil, "Romeu i Julieta a Mizil"); Joachim Botez (Însemnările unui Belfer, "Notes of an Idle Rich Man"; Minerva la Mizil, "Minerva at Mizil"; De la Piatra la Mizil, "From Piatra to Mizil"; Împușcat la Mizil, "Gunned Down in Mizil") ; i les novel·les de Cosmin Manolache des del 2000, incloent Ce față cumplită am ("Quina cara cruel que tinc").

## Esport
A partir de 1964, l'equip de futbol Rapid Mizil jugava al Divizia C. Per a la temporada 1985–1986, Mizil tenia un estadi, modernitzat per la planta mecànica de la ciutat, que posseïa i finançava l'equip Steaua Mizil que va jugar a Divizia B fins que es va dissoldre el 2006. L'estadi abandonat es troba ara en un avançat estat de degradació. Hi ha un club de boxa finançat per la ciutat, així com un gimnàs modern obert el 2007, que permet practicar esports com el voleibol, l'handbol i el tennis.

## Fills il·lustres
- Cătălin Avramescu
- Agatha Grigorescu Bacovia
- Octav Mayer
- George Ranetti
- Gabriel Sandu
- Petre Strihan
- Iulian Tameș
- Grigore Tocilescu

## Ciutats germanes
Mizil està agermanada amb:
- Iargara
- Lingewaard[28]